# Медзиброд
Медзиброд (слч. Medzibrod) насељено је мјесто са административним статусом сеоске општине (слч. obec) у округу Банска Бистрица, у Банскобистричком крају, Словачка Република.

## Становништво
| Година:    | 1994. | 2004.   | 2014.   | 2024.   |
| ---------- | ----- | ------- | ------- | ------- |
| Број људи: | 1307  | 1303    | 1359    | 1372    |
| Разлика:   |       | -0,30 % | +4,29 % | +0,95 % |

| Година:    | 2023. | 2024.   |
| ---------- | ----- | ------- |
| Број људи: | 1395  | 1372    |
| Разлика:   |       | -1,64 % |

Према подацима о броју становника из 2011. године насеље је имало 1.339 становника.